# Andrés Manuel del Río
Andrés Manuel del Río (ur. 10 listopada 1764 w Madrycie, zm. 23 marca 1849 w Meksyku) – hiszpański mineralog, inżynier metalurgii i górnictwa, odkrywca w 1801 nowego pierwiastka o liczbie atomowej 23 dla którego zaproponował początkowo nazwę panchromium a następnie erythronium (ze względu na zbieżność pierwszej nazwy z nazwą odkrytego w 1797 roku chromu). Odkrycie nowego pierwiastka zostało zakwestionowane i w 1803 roku wycofał się on ze swojego odkrycia. Pierwiastek ten został w 1830 nazwany wanadem przez Nilsa Gabriela Sefströma, który również zaobserwował go, uznając, że jest to nowy, nieznany pierwiastek.

## Odkrycie wanadu
W 1801 r., badając próbki rud udostępnione przez kopalnię Purísima del Cardenal w Zimapán w stanie Hidalgo, del Río doszedł do wniosku, że zawierają one nieznany wówczas pierwiastek. Próba dostarczonej rudy zawierała dwa pierwiastki (chrom i pierwiastek o liczbie atomowej 23), które tworzyły ponad sto różnych związków o zróżnicowanych kolorach, stąd zaproponowana nazwa nowego pierwiastka panchromium (grecki: παγχρώμιο „wszystkie kolory”). Podczas ogrzewania sole nowo-odkrytego pierwiastka zmieniły kolor na czerwony w odróżnieniu od soli chromu, które przybierały kolor czarny lub zielony, stąd pierwotną nazwę del Rio zastąpił nazwą erythronium (greckie: ερυθρός „czerwień”).
Rok później del Rio przekazał Alexanderowi von Humboldtowi próbki skał zawierające nowo-odkryty pierwiastek. Humbolt nie zajął się otrzymanymi minerałami, tylko przesłał je Hippolitowi Victorowi Collet-Descotils. Collet-Descotils błędnie zinterpretował wyniki analizy próbek, stwierdzając, że próbki zawierały wyłącznie chrom, co skłoniło Humboldta do zanegowania twierdzenia del Río o odkryciu nowego metalu (choć osobiście nie badał otrzymanych próbek, a sugerował się wyłącznie opinią Collet-Descotilsa). Po krytyce ze strony Humboldta, del Río stwierdził, że jego odkrycie nie miało miejsca.
W 1830 roku, 27 lat po zakwestionowaniu odkrycia del Rio, szwedzki uczony Nils Gabriel Sefström odkrył w próbce ilmenitu z Taberg nieznany, jak wówczas sądził, pierwiastek w postaci soli chlorowanadanu. Fakt, że odkryty przez Sefoströma pierwiastek jest tym samym, który odkrył del Rio, został udowodniony przez Friedricha Wöhlera w 1930 roku. Następnie fakt ten został ponownie potwierdzony w 1931 roku przez brytyjskiego geologa George'a Featherstonhaugha, który zaproponował zmianę nazwy tego pierwiastka na rionium (od nazwiska Andresa Manuela del Rio). Zmiana została początkowo zaaprobowana, zwłaszcza w Stanach Zjednoczonych gdzie pracował Featherstonhaugha, ale J. Berzelius, będący promotorem zarówno Sefoströma jak i Wöhlera, wymusił powrót do nazwy vanadium, wykorzystując swój autorytet i wpływy w ówczesnym europejskim środowisku naukowym.